# Aleksandr Macijevski
Aleksandr Macijevski (lettisk: Aleksandrs Macijevskis) (16. juni 1975 i Riga i Lettiske SSR), er en lettisk ishockeyspiller der i sæsonen 2007-08 spillede for AaB Ishockey i Superisligaen. Hans foretrukne position på isen er højre wing. Efter AaB's kvartfinaleexit i 2008 mod Odense blev det offentliggjort at Macijevski ikke ville få forlænget sin kontrakt med AaB.
Han kom til dansk ishockey inden sæsonen 1999-2000 hvor han spillede for Aalborg IK. Forinden havde han spillet et par sæsoner i finsk ishockey samt flere sæsoner i russisk ishockey. Efter blot en enkelt sæson i Aalborg, men pga. økonomiske problemer i Aalborg tog han hjem til Letland. Efter et par måneder i den følgende sæson skiftede han til Odense, hvor han var en af holdets bærende spillere i syv sæsoner. Inden sæsonen 2007-08 vendte han tilbage til Aalborg og AaB Ishockey. Han blev i sæsonen 2007-08 den trediemest scorende spiller i grundspillet med 26 mål og 32 assists for i alt 58 points i 45 kampe. Fra sæsonen 2008/2009 spiller Macijevski i SønderjyskE.
Han har deltaget ved VM i ishockey for Letland syv gange, senest ved VM i ishockey 2007 i Moskva, Rusland. En enkelt gang har han deltaget ved de vinterolympiske lege, det var i 2002 i Salt Lake City.